# ريتشارد سميث (لاعب دوري الرغبي)
ريتشارد سميث (بالإنجليزية: Richard Smith)‏ هو لاعب دوري الرغبي بريطاني، ولد في 18 يونيو 1973.